# WingNut Films
A WingNut Films é uma produtora cinematográfica neozelandesa com sede em Wellington, Nova Zelândia. É mais conhecida por produzir e colaborar predominantemente com o cineasta Peter Jackson. A WingNut Films também produziu no Pinewood Studios, na Inglaterra.

## História
A WingNut Films esteve envolvida em quase todo o trabalho de Jackson, mas só foi incorporada em fevereiro de 1987. A WingNut Films esteve envolvida na série de filmes de 2001-2003, Lord of the Rings. O terceiro filme da série recebeu 11 Oscar, incluindo Melhor Filme e Melhor Diretor. A WingNut Films envolveu-se em O Hobbit depois que o diretor Guillermo del Toro deixou o projeto.

## Filmes
- Bad Taste (1987) [1]
- Conheça os Feebles (1989)
- Braindead (Fome Animal no Brasil) (1992)
- Vale dos Aparelhos de Som (1992)
- Criaturas Celestiais (Almas Gêmeas, no Brasil) (1994)
- Forgotten Silver (1995)
- Jack Brown Genius (1996)
- Os Frighteners ( Os Espíritos, no Brasil) (1996)
- O Senhor dos Anéis (2001-2003)
- King Kong (2005)
- Distrito 9 (2009)
- The Lovely Bones (Um Olhar do Paraíso, no Brasil) (2009)
- As aventuras de Tintin (2011)
- West of Memphis (2012)
- O Hobbit (2012-2014)
- Mortal Engines (2018)
- They Shall Not Grow Old (2018) [2]
- As Aventuras de Tintin: Prisioneiros do Sol (Desenvolvimento) [3]

## Ação judicialBraindead
A comédia de terror de Jackson de 1992, Braindead, foi objeto de uma ação judicial: em Bradley contra a WingNut Films Ltd, alegou-se que Braindead havia infringido a privacidade dos queixosos ao conter fotos da lápide da família do demandante. Depois de analisar as autoridades judiciais neozelandesas sobre a privacidade, Gallen J. declarou: "a situação atual na Nova Zelândia ... é que há três fortes declarações no Supremo Tribunal a favor da existência de tal delito neste país e uma aceitação pelo Tribunal de Recurso que o conceito é pelo menos discutível. " Este caso se tornou parte de uma série de casos que contribuíram para a introdução de invasões por delitos de privacidade na Nova Zelândia.